# Pascal Nouvel
 (septembre 2021).
Si vous disposez d'ouvrages ou d'articles de référence ou si vous connaissez des sites web de qualité traitant du thème abordé ici, merci de compléter l'article en donnant les références utiles à sa vérifiabilité et en les liant à la section « Notes et références ».
Pascal Nouvel, né à Paris le 23 janvier 1962, est un philosophe et écrivain français.

## Biographie
Pascal Nouvel est docteur en sciences et en philosophie. Sa première thèse, réalisée à l’Institut Pasteur, dans le laboratoire de François Jacob, traite de la mise au point d’un vecteur rétroviral chez la souris. Sous la direction de Jean Gayon, sa thèse de philosophie est consacrée au rôle de l’imagination dans la création scientifique.
Il a été rédacteur en chef de la revue L'aventure humaine, savoirs, libertés, pouvoirs dirigée par Dominique Lecourt et éditée au Presses universitaires de France de 1995 à 2003.
Il a été directeur de programme au Collège international de philosophie de 2001 à 2007 avec un programme de recherche intitulé Epistémologie des affects. 
Maître de conférences en philosophie des sciences à l’Université Paris-Diderot de 1999 à 2006, il a été « visiting scholar » à New York University pendant l’année 2006 puis professeur à l’Université Paul Valéry de Montpellier jusqu’en 2016. 
Il est professeur de philosophie à l’université de Tours. Il a fondé et il dirige le Centre d’éthique contemporaine. Il est également directeur des Editions Darwin.
Dans le livre Avant toutes choses, enquête sur les discours d'origine, traduit en anglais sous le titre The four ways to construct narratives on origins, il propose une originologie dans laquelle il distingue quatre types de discours d'origine : mythique, rationnel, scientifique et phénoménologique.

## Œuvres
- L’art d’aimer la science, avec une préface de François Jacob, 2000, PUF
- Conversation avec mon clone sur la passion amoureuse, 2003, PUF
- Le possible et les biotechnologies avec Claude Debru, 2003, PUF
- Histoire des amphétamines, 2009, PUF
- Philosophie des sciences, 2011, PUF
- Axiomatique des sentiments, 2015, Hermann
- Avant toutes choses, enquête sur les discours d'origine, 2020, CNRS Editions
- The four ways to construct narratives on origins, 2021, Cambridge Scholars publishing, 2021

## Direction d’édition
- 1995-2003 : Rédacteur en chef de "L’aventure humaine", PUF
- 1997 : "Actualité et postérités de Gaston Bachelard", PUF
- 2002 : "Enquête sur le concept de modèle", PUF
- 2011 : "Repenser le vitalisme", PUF
- 2011 : "Philosophie du dopage" (avec Jean-Noël Missa), PUF